# Gordonia moaensis
Gordonia moaensis är en tvåhjärtbladig växtart som först beskrevs av Marie-vict., och fick sitt nu gällande namn av Hsüan Keng. Gordonia moaensis ingår i släktet Gordonia och familjen Theaceae. Inga underarter finns listade i Catalogue of Life.